# Барсуковка (Костанайская область)
Барсуковка (каз. Барсуков) — упразднённое село в Тарановском районе Костанайской области Казахстана. Входило в состав Павловского сельского округа. Исключено из учётных данных в 2017 году. Код КАТО — 396457200.

## География
Село находилось примерно в 62 километрах к юго-востоку от районного центра, села Тарановское.

## История
До 5 апреля 2013 года село входило в состав упразднённого Нелюбинского сельского округа.

## Население
В 1999 году население села составляло 205 человек (105 мужчин и 100 женщин). По данным переписи 2009 года в селе проживал 81 человек (43 мужчины и 38 женщин).
На 1 января 2015 года население села составляло 48 человек.